# (96192) Calgary
(96192) Calgary est un astéroïde de la ceinture principale.

## Description
(96192) Calgary est un astéroïde de la ceinture principale. Il fut découvert le 6 octobre 1991 à l'observatoire Palomar par Andrew Lowe. Il présente une orbite caractérisée par un demi-grand axe de 2,32 UA, une excentricité de 0,14 et une inclinaison de 7,6° par rapport à l'écliptique.

## Compléments